# Barsentes
Barsentes (en llatí Barsaentes o Barzaentos, en grec antic Βαρσαέντης o Βαρζάεντος) va ser sàtrapa persa d'Aracòsia i Drangiana.
Va ser present a la batalla de Gaugamela l'any 331 aC i després va participar en la conspiració de Bessos de Bactriana contra Darios III de Pèrsia. Va ser un dels que va ferir mortalment al rei persa quan Alexandre el Gran el perseguia, i després va fugir a l'Índia, però allà el van fer presoner i el van entregar a Alexandre el Gran, que el va fer matar, segons diuen Flavi Arrià, Diodor de Sicília i Quint Curci Ruf.